# Oukuriella annamae
Oukuriella annamae är en tvåvingeart som beskrevs av Epler 1996. Oukuriella annamae ingår i släktet Oukuriella och familjen fjädermyggor.
Artens utbredningsområde är Costa Rica. Inga underarter finns listade i Catalogue of Life.